# خليج فنزويلا
خليج فنزويلا هو أحد خلجان البحر الكاريبي. يقع الخليج شمال القارة الأمريكية الجنوبية بين شبه الجزيرة الفنزويلية باراجوانا ومقاطعة جويخارا الكولمبية. يوجد خلاف بين البلدين على أحقية الملاحة فيه وبالرغم من طول فترة المفاوضات بينهما إلا أن مشكلة الخليج لم تحل بعد.
يعد الخليج ممرا مائيا هاما لتصدير النفط الفنزويلي كما يحتفظ هذا الخليج بكميات كبيرة من احتياطي النفط والغاز الطبيعي في هذا البلاد.